# Нечутливі боєприпаси
Нечутливі боєприпаси (англ. insensitive munitions) — боєприпаси, які завдяки використанню особливих, малочутливих вибухових речовин та їх зернистій структурі, не детонують при влученні в них куль чи осколків, що мають швидкість зіткнення до 5—7 км/с.
За такою ж технологією виготовляються твердопаливні ракетні двигуни, наприклад, крилатих ракет «Томагавк».
Суттєво, що загальна вартість життєвого циклу таких боєприпасів значно менше, ніж традиційних. Вони мало чутливі при зберіганні до небезпечних факторів й дозволяють відмовитись від класичних дерев'яних укупорок на користь альтернативних виробів з пінної чи порошкової удароміцної кераміки.

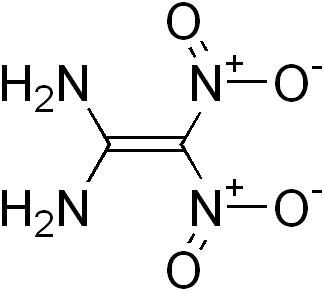
Молекула FOX-7

## Історичні аспекти
26 травня 1988 року країни-учасниці Північноатлантичного альянсу (Франція, Нідерланди, Норвегія, Велика Британія і Сполучені Штати Америки) підписали «Меморандум про взаєморозуміння щодо нечутливих боєприпасів» і вирішили створити пілотний проєкт NIMIC (Центр з тестування нечутливих боєприпасів), головне призначення якого — надання допомоги національним і міжнародним програмам з розробки нечутливих боєприпасів. Початкова команда складалася з керівника проєкту і п'яти технічних фахівців. В кінці 1989 року до проєкту приєдналася Канада.
В подальшому NIMIC був реорганізований в MSIAC — Центр аналізу інформації про безпеку боєприпасів.
Одним з головних результатів діяльності MSIAC стало створення та стандартизація технологій випробувань нечутливих боєприпасів.

## Приклади нечутливих енергетичних матеріалів
В якості вибухового компаунду для спорядження нечутливих боєприпасів застосовується енергетичний матеріал 1,1-Diamino-2,2-Dinitroetylene (DADNE, FOX-7). Він був вперше синтезований у Швеції в 1998 р.

Молекула TEX

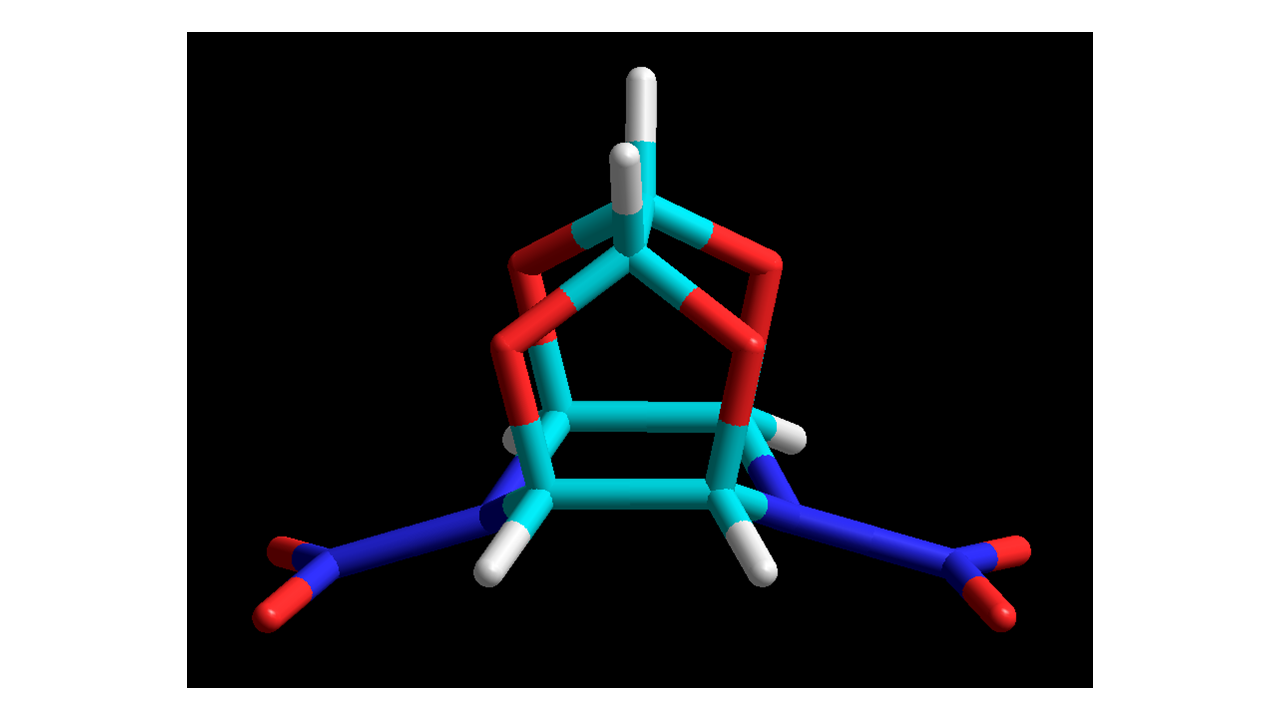
3D-модель молекули TEX

Інший відомий компаунд — TEX (4,10-Dinitro-2,6,8,12-tetraoxa-4,10-diazatetracyclo[5.5.0.05,9.03,11]-dodecane).
Приклади інгредієнтів спорядження нечутливих боєприпасів наведено у бюлетені MSIAC за 4-й квартал 2014 р.

### XF-11585 (компаніяNexter)
RDX (27 %), 3-nitro-1,2,4-triazol-5-one (NTO, STANAG 4543Ed2, 21 %), Aluminum (13,5 %), Wax (7,5 %), TNT (31 %);

### XF-13333 (компаніяNexter)
NTO (48±2 %), Aluminum (13,5±2 %), Wax (7,5±2 %), TNT (31±2 %);

### IMX-101
Дінітроанізол (DNAN) (43,5 %), NQ (36,8 %), NTO (19,7 %).
IMX-101 було сертифіковано Арсеналом Пікатінні для застосування в зарядах 60-мм міномету PAX-21 і гранатомету PAX-41 «Spider».

### B-2268 B
HTPB, NTO, Aluminum, RDX.

### Структуровані реактивні матеріали
Новою технологією для виготовлення нечутливих боєприпасів з керованою фрагментацією є структуровані реактивні матеріали (англ. structural reactive materials, SRM). Їхньою розробкою займаються, наприклад, фахівці Канади та США.

## Приклади нечутливих боєприпасів
- 155-мм боєприпас XM1128 (США)[10]